# فرودگاه آرایاس
فرودگاه آرایاس (به انگلیسی: Arraias Airport) (به زبان بومی: Aeroporto de Arraias) یک فرودگاه همگانی مسافربری با کد یاتا AAI است که یک باند فرود شن دارد و طول باند آن ۱۷۲۵ متر است. این فرودگاه در کشور برزیل قرار دارد و در ارتفاع ۵۸۶ متری از سطح دریا واقع شده‌است.